# De bergen achter Sotsji
De bergen achter Sotsji is een zesdelige documentaireserie voor de Nederlandse televisie over de landen in de Kaukasus: Armenië, Azerbeidzjan, Georgië en Rusland. De serie werd, net als de voorgangers Van Moskou tot Magadan en Van Moskou tot Moermansk, gepresenteerd door Jelle Brandt Corstius en uitgezonden door de VPRO.

## Inhoud
Van 7 tot 23 februari werden in de Russische stad Sotsji de Olympische Winterspelen 2014 gehouden. Brandt Corstius bezoekt de omgeving van Sotsji, het Kaukasusgebergte, en de volkeren die er leven.

## Afleveringen
1. "Voorbij Sotsji" (over de Tsjerkessen)
2. "De lange arm van Stalin" (over Jozef Stalin)
3. "De wandelende grens" (over Zuid-Ossetië)
4. "Het land dat niet mag bestaan" (over de Tsjetsjenen)
5. "Arm Armenië" (over Armenië)
6. "Azerbeidzjan" (over Azerbeidzjan)

Een samenloop van omstandigheden leverde de aflevering "De wandelende grens" op. Het programma behandelde het oprukkende Rusland, dat stiekem stukjes Georgië zou annexeren, omdat er toch weinig mensen woonden. Niet veel later annexeerde Rusland de Krim.